# Орлик (пилотажная группа)
«Орлик» (пол. Zespol Akrobacyjny "Orlik") — пилотажная группа польских ВВС, выступающая на винтовых учебно-тренировочных самолётах PZL-130 Orlik польского производства. Авиагруппа базируется в польском Радоме.

## История
Идея создания группы появилась в связи с приглашением польских ВВС принять участие в авиационном шоу в английском Фэйрфорде. Пилотов для группы набрали из числа военных лётчиков инструкторов. Первоначально группа состояла из пяти самолетов, с 2001 года в составе группы находилось 7 воздушных судов. К 2003 году команда состояла уже из девяти машин PZL-130 Орлик ТС-1, и стала одной из немногих в мире групп, выступающих на таком большом количестве самолётов. Однако в конце 2005 года военные приняли решение приостановить деятельность группы. К этому времени, команда успела принять участие в 49 авиасалонах, в том числе 20 зарубежных.
В середине 2007 года группа возобновила деятельность в новой линейке из семи самолётов (5 машин PZL-130 Орлик ТС-1 и 2 PZL-130 Орлик TC-II).

## Состав группы
- Капитан Дариуш Стачурски - лидер формирования
- Майор Збигнев Костерна
- Капитан Ольгерд Зжерскинс
- Капитан Дариуш Станчик
- Капитан Кристофер Кидаки
- Капитан Роберт Осяс
- Капитан Петр Яблонский

## Галерея

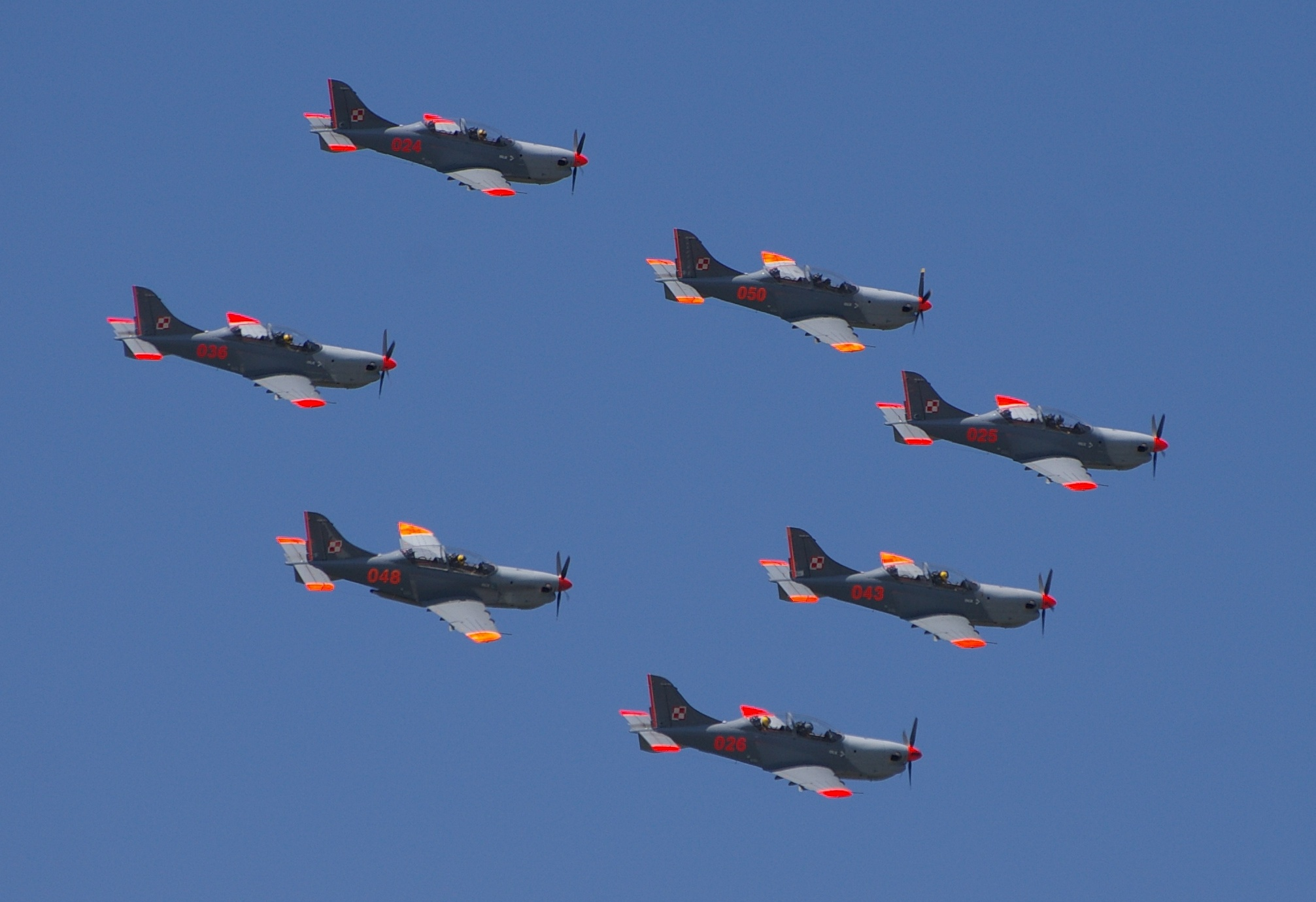
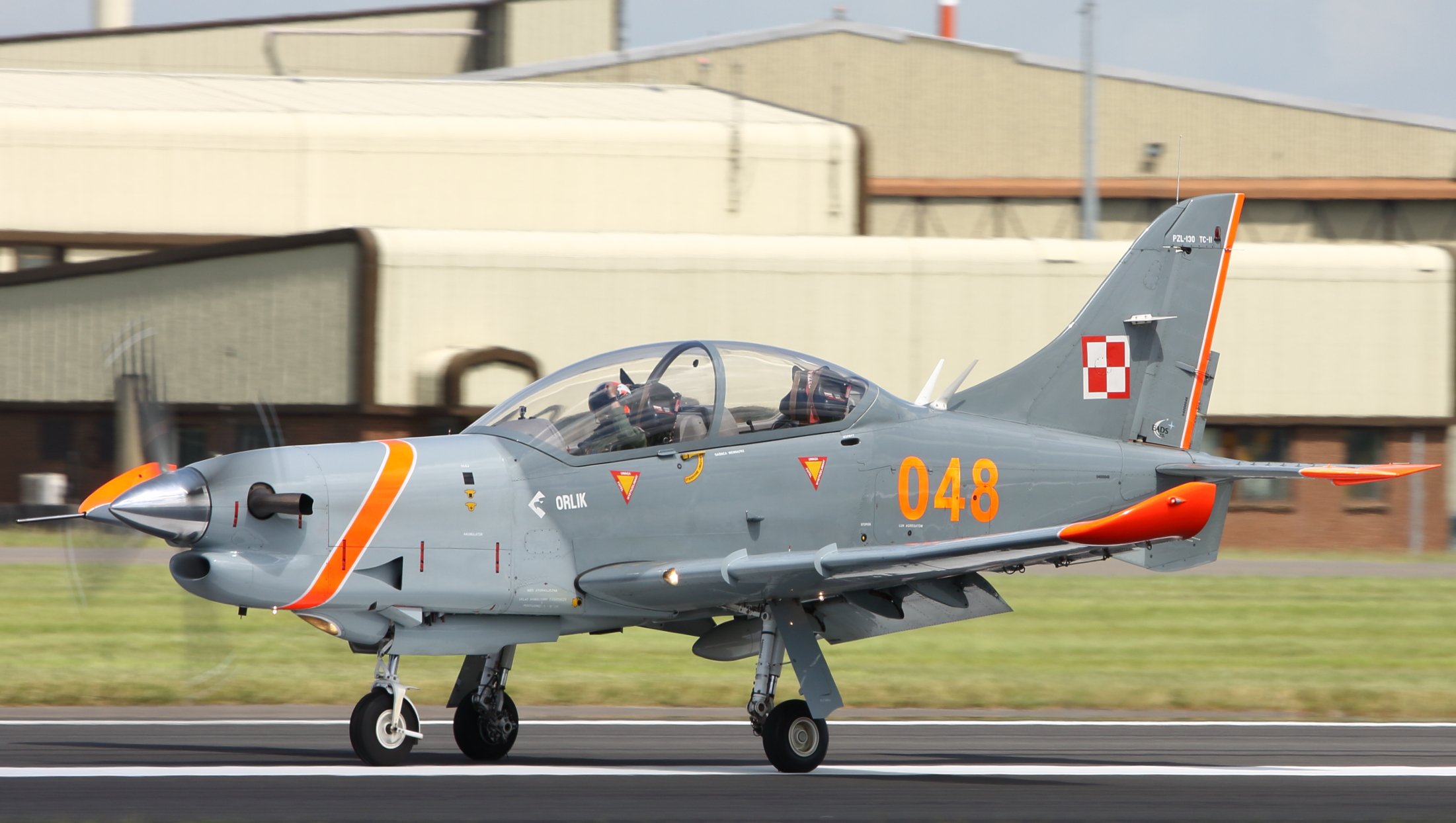
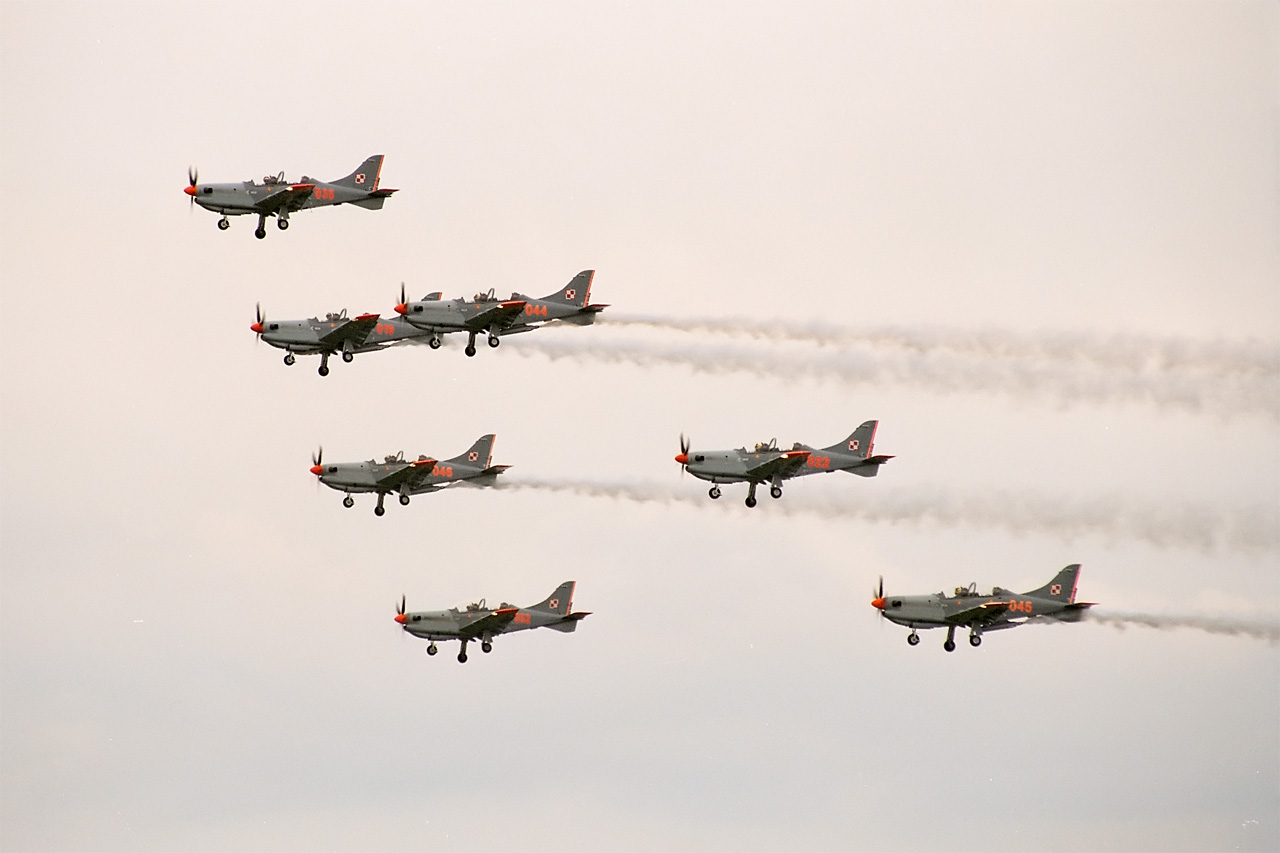